# حلوى قصفة
الحلوى القَصِفة هي نوع من الحلويات تتكون من قطع مسطحة مكسورة من حلوى السكر الصلبة المضمنة بالمكسرات مثل البقان أو اللوز أو الفول السوداني.

## طالع المزيد
- توفي
- كراميل
- نوغة